# Serkan Menteşe
Serkan Menteşe (Smirne, 6 febbraio 1991) è un cestista turco.